# Estela Esmeralda Tafolla
Estela Esmeralda Tafolla (8 de septiembre de 1976) es una deportista mexicana que compitió en taekwondo. Ganó una medalla de plata en el Campeonato Panamericano de Taekwondo de 1994 en la categoría de +70 kg.

## Palmarés internacional
| Campeonato Panamericano | Campeonato Panamericano | Campeonato Panamericano | Campeonato Panamericano |
| Año                     | Lugar                   | Medalla                 | Categoría               |
| ----------------------- | ----------------------- | ----------------------- | ----------------------- |
| 1994                    | Heredia (Costa Rica)    | Medalla de plata        | +70 kg                  |